# Ítrabo
Ítrabo é um município da Espanha na província de Granada, comunidade autónoma da Andaluzia, de área 19,08 km² com população de 1115 habitantes (2007) e densidade populacional de 54,04 hab/km².

## Demografia
| Variação demográfica do município entre 1991 e 2004 | Variação demográfica do município entre 1991 e 2004 | Variação demográfica do município entre 1991 e 2004 | Variação demográfica do município entre 1991 e 2004 |
| --------------------------------------------------- | --------------------------------------------------- | --------------------------------------------------- | --------------------------------------------------- |
| 1991                                                | 1996                                                | 2001                                                | 2004                                                |
| 1109                                                | 1052                                                | 1007                                                | 1031                                                |